# محسن فره‌وشی
محسن محمد فره‌وش فشندی (زادهٔ ۳۰ تیر ۱۳۲۶) که با نام محسن فره‌وشی یا محسن فرح‌وشی شناخته‌شده؛ کشتی‌گیر بازنشسته و مربی کشتی ایرانی است که در بین سال‌های ۱۳۵۱ تا ۱۳۵۵ در دستهٔ ۵۷ کیلوگرم کشتی آزاد رقابت کرده است. او در دوران قهرمانی خود، قهرمان مسابقات قهرمانی کشتی جهان را در سال ۱۹۷۳ و برندهٔ مدال طلای بازی‌های آسیایی ۱۹۷۴ شد. فرح‌وشی مربی‌گری تیم ملی کشتی آزاد ایران را در چندین نوبت از سال ۱۹۷۸ تا اکنون برعهده داشته و در رقابت‌های قهرمانی جهان ۱۹۹۹ آنکارا و ۲۰۰۳ نیویورک سرمربی تیم ملی بود.